# حملات الثورة العربية
بدأ حسين بن علي الهاشمي الثورة العربية الكبرى بعدة حملات بدايةً من مكة في يونيو من العام 1916.
- معركة مكة المكرمة.
- الهجوم على جدة في 9 يونيو بأربعة آلاف مقاتل.
- حصار المدينة المنورة.
- استسلام الطائف للهاشميين في 23 سبتمبر 1916.
- احتلال الليث من قبل القوات الشريفية في 23 يونيو.
- الاستيلاء على ينبع في 27 يوليو.
- الاستيلاء على القنفذة في 10 أكتوبر.
- الاستيلاء على المدينة الساحلية الوجه دون أي صعوبة تذكر نظرًا لقلة عدد العثمانيين فيها والذين كانوا يقدرون بنحو 200 جندي.
- سقوط العقبة في أيدي القوات الشريفية في تاريخ 6 يوليو 1917.
- معركة وادي موسى.
- القوات البريطانية والشريفية تسطير على دمشق في 1 أكتوبر 1918.